# La Banda (Argentina)
La Banda è la seconda città per numero d'abitanti della provincia argentina di Santiago del Estero. Forma insieme al capoluogo provinciale un'unica area metropolitana di circa 330 000 abitanti. La Banda è il capoluogo del dipartimento omonimo.

## Geografia
La Banda sorge sulla sponda sinistra del fiume Dulce, ad 8 km a nord-est dalla capitale provinciale Santiago del Estero. Nei pressi della città, il fiume Dulce forma un lago artificiale in corrispondenza della diga Los Quiroga.

## Storia
La Banda sorse come snodo stradale e ferroviario legato alla vicinanza di Santiago del Estero. Il 16 settembre 1912 ottenne lo status di città.

## Infrastrutture e trasporti

### Strade
La città è attraversata dalla strada nazionale 34 che unisce il nord-ovest argentino con Buenos Aires.

### Ferrovie
La Banda è servita da una propria stazione ferroviaria posta lungo la linea Rosario-Tucumán della rete General Mitre.